# NGC 5838

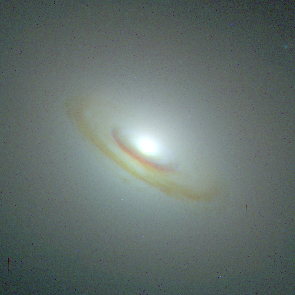
De kern van NGC 5838

NGC 5838 is een elliptisch sterrenstelsel in het sterrenbeeld Maagd. Het hemelobject werd op 24 februari 1786 ontdekt door de Duits-Britse astronoom William Herschel.

## Synoniemen
- UGC 9692
- MCG 0-38-22
- ZWG 20.57
- IRAS 15029+0217
- PGC 53862